# Publius Vergilius Maro
Publius Vergilius Maro eller Vergil (født 15. oktober 70 f.Kr., død 21. september 19 f.Kr.) var en romersk forfatter.

## Liv
Han blev formentlig født i Andes nær Mantua og kom som 15-årig til Rom, hvor han fik kontakt med Mæcenas. Han opdagede, at Vergil havde talent og lukkede ham ind i sin kreds af unge digterspirer, der også talte Horats og Properts. Mæcenas' støtte gjorde, at han kunne bruge resten af livet på digtning. Han begyndte at skrive og færdiggjorde i sin unge år en række digte.
Vergil var i sin ungdom inspireret af epikuræismen, som det ses i flere af hans værker.
39 f.Kr.-38 f.Kr. skrev han sit første store værk Bucolica, en samling hyrdedigte, og fra 37 f.Kr.-29 f.Kr. skrev han sit næste store værk Georgica ("Håndbog i landbrug"), der blev tilegnet Mæcenas. Hans hovedværk Æneiden, der har skaffet ham anseelse som en af den europæiske litteraturs store forfattere, er opdelt i 12 sange og kraftigt inspireret af Homer (de første seks er inspireret af Odysseen og de sidste seks af Iliaden). Han nåede aldrig at færdiggøre det og bad på sit dødsleje sine kuratorer, Varius Rufus og Plotius Tucca, om at brænde værket. Det blev forhindret af Augustus. Æneiden er flere gange blevet oversat til dansk.

## Vergils eftermæle
Vergil er den skygge, der fører Dante gennem de første to dødsriger i Den Guddommelige Komedie i hans rejse mod Empyrium. På Dantes tid var Vergil et forbillede frem for nogen, og i fjerde sang af Helvede fremviser han sin bolig i den første kreds, Limbo, hvor udøbte børn og ædle hedninge opholder sig efter døden. I sangen udnævnes Homer til "den ypperste blandt skjalde, den næste er Horats, satirens digter, og den tredje er Ovid, og sidste er Lucanus". En fjerde digter, Statius, hvis epos Thebaiden var lige så udbredt som Æneiden og Lucanus' Pharsalia møder vi i 21. og 22.sang af Skærsilden, hvad Dante forklarer med, at Statius hemmeligt var blevet kristen på kejser Domitians tid, og nu lutres for sin fejhed, fordi han fortiede sin omvendelse. Da Dante spørger Statius, hvad der fik ham til at omvende sig, røber Statius overraskende, at det var Vergil selv. Først inspirerede han Statius til at blive digter; dernæst ledte hans Fjerde ekloge om et nyt sekel Statius til at erkende kristendommens sandhed. Nutidige læsere kan forbavses over, at Dante satte Vergil så højt, mens Dantes samtidige forbavsedes over, hvordan Dante ubeskedent lod sig kanonisere af Vergil i sit digt. 
Også tidligere havde der været en kult omkring Vergil. Ca. 1190 skrev cisterciensermunken Joannes de Alta Silva en roman på latin, Dolopathos   efter en sagnkonge, der skulle have regeret på Sicilien som kejser Augustus' forbundsfælle. Han var den perfekte konge, og fred herskede på Jorden. Dolopathos var gift med Augustus' svigerinde, men de fik ingen børn, selv om de hedenske astrologer profeterede, at parret en dag ville få en søn, der ville komme til at dyrke den sande gud. Endelig kom sønnen så til verden, og fik navnet Lucinius (= den lysende). Som syvårig blev han sendt til Rom for at få den bedste uddannelse, nemlig som elev af Vergil. Som fjortenårig vendte han tilbage til Sicilien, da hans mor var død. Vergil aftvang ham før afrejsen et tavshedsløfte, begrundet med, at båndet til den åndelige far, Vergil, burde være stærkere end båndet til den biologiske far. Lucinius skulle derfor spille stum, til han genså Vergil, også overfor sin far og dennes nye dronning i Palermo. Som i historien om Potifars hustru og Theseus' dronning Fædra, prøver dronningen at lokke sin stedsøn. Hun afvises og anklager ham overfor sin mand. Kongen tolker sin søns tavshed som indrømmelse af skyld, og dømmer ham til døden. Efter en del kvindefjendtlige udsagn når forfatteren frem til dagen for henrettelsen, hvor en gammel mand dukker op og forlanger at høre nærmere om dommen. Han er en af Roms syv vise og får henrettelsen udsat. De andre vismænd kommer også, og fortæller deres historier. På den ottende dag kommer Vergil flyvende på ryggen af en fugl. Dermed må Lucinius godt tale igen, og den onde stedmor får sin straf. Som forudsagt bliver Lucinius også kristen, dog efter sin fars og Vergils død. Ligesom hos Dante er Vergil her en brobygger mellem hedensk og kristen visdom. Dolopathos afspejler også den tiltrækning, Augustus' tid øvede på 1100- og 1200-tallets humanister, som Romerrigets glanstid og som skæringspunktet mellem hedenskab og kristendom, der havde frembragt verdens største digter. 
Gervasius af Tilbury  publicerede i 1215 en encyclopædi kaldet Otia imperialia  (= Kejserligt tidsfordriv), og den var da også dediceret til kejser Otto 4., en personlig ven af ham. 1100-tallets encyklopædier havde været kommentarer til Bibelen, og den opskrift fulgte Gervasius også, men i tredje bog viede han sig til verdens forunderlige, og dermed underholdende, aspekt. Her er anekdoter og øjenvidneberetninger om mærkelige tildragelser, som i kapitel 112 fra kong Roberts dage. Han regerede på Sicilien fra 1130 til 1154, og en dag kom en engelsk lærd til ham og bad om at få Vergils knogler udleveret. Kong Robert gav sit samtykke, og den lærde rejste til Napoli med et kongeligt brev om sagen. I Napoli vidste ingen, hvor Vergil lå begravet, men den lærde påviste knoglerne midt inde i et bjerg. Med stort besvær blev graven åbnet. Ved Vergils hoved lå en bog, hvor magiens kunst var indskrevet, og den lærde tog bogen med. Byens befolkning samlede derimod knoglerne og førte dem til en borg ved Napolis udkant, hvor besøgende, ifølge Gervasius, kan få dem forevist bag et jerngitter. Den lærde ville prøve ved hjælp af besværgelser at få Vergils knogler til at afsløre hele hans visdom i løbet af fyrre dage. Det fik han ikke tilladelse til, men Gervasius hævdede at han, takket være kardinal Johannes af Napoli, havde fået uddrag af bogen at se og underkastet den "den mest ufejlbarlige prøve". Han skriver ikke, hvad den prøve bestod i, men interessen for Vergils knogler får den romerske digter til at fremstå nærmest som en helgen for eftertiden. 